# Blackl
Blackl é um motor de busca criado por uma equipa Americana e Inglesa. Tem por objectivo poupar energia através do fundo negro. Blackl utiliza a plataforma de pesquisa do Google e servidores baseados em energia renovável.
Segundo a Bloomberg o Google negro Blackl foi lançado em fase de protótipo para marcar a conferência ambiental de Copenhaga. Passou a fase de teste público no dia da Terra, 22 de Abril de 2010.